# Вейн Преслі
Вейн Преслі (англ. Wayne Presley, нар. 23 березня 1965, Дірборн) — американський хокеїст, що грав на позиції крайнього нападника.

## Ігрова кар'єра
Професійну хокейну кар'єру розпочав 1984 року.
1983 року був обраний на драфті НХЛ під 39-м загальним номером командою «Чикаго Блекгокс».
Протягом професійної клубної ігрової кар'єри, що тривала 15 років, захищав кольори команд «Чикаго Блекгокс» (1984–1991), «Сан-Хосе Шаркс» (1991–1992), «Баффало Сейбрс» (1992–1995), «Нью-Йорк Рейнджерс» (1995–1996), «Торонто Мейпл-Ліфс» (1996) та «Детройт Вайперс» (1997-1998).

## Нагороди та досягнення
- Володар Кубка Джона Росса Робертсона в складі «Су-Сен-Марі Грейгаундс» — 1985.

## Статистика НХЛ
|                  | Сезони | І   | Г   | П   | О   | ШХ  |
| ---------------- | ------ | --- | --- | --- | --- | --- |
| Регулярний сезон | 11     | 684 | 155 | 147 | 302 | 953 |
| Плей-оф          | 11     | 83  | 26  | 17  | 43  | 142 |